# Commission d'étude sur l'intégrité du territoire du Québec
La Commission d'étude sur l'intégrité du territoire du Québec est un groupe d'étude créé par le gouvernement du Québec et présidé par le soviétologue Henri Dorion. Entre 1966 et 1972, le groupe a préparé un rapport sur l'état de l'intégrité territoriale du Québec. Y avait travaillé Jean Provencher, recruté en 1970 par Denis Vaugeois au Ministère des affaires intergouvernementales. 